# Camptocosa
Camptocosa là một chi nhện trong họ Lycosidae.